# Ostrowki (przystanek kolejowy)
Ostrowki (ros. Островки) – przystanek kolejowy w lasach, w rejonie wsiewołożskim, w obwodzie leningradzkim, w Rosji. Położony jest na linii z petersburskiego Dworca Ładoskiego do Gor. Najbliższą miejscowością jest Kuźminka. Nazwa pochodzi od pobliskiej wsi Ostrowki.